# Cradefeld
Cradefeld ist ein Gemeindeteil der sächsischen Stadt Taucha im Landkreis Nordsachsen.

## Geografie
Cradefeld liegt etwa 1,5 Kilometer nördlich des Stadtzentrums von Taucha. Westlich der Ortslage verläuft von Süd nach Nord die Parthe. Östlich tangiert in Süd-Nord-Richtung die Bahnstrecke Leipzig–Eilenburg die Ortslage.
Nachbarorte von Cradefeld sind Pönitz und Gordemitz im Nordosten, Dewitz/Döbitz im Osten, Taucha im Süden, Graßdorf im Südwesten sowie Seegeritz im Nordwesten.

## Geschichte

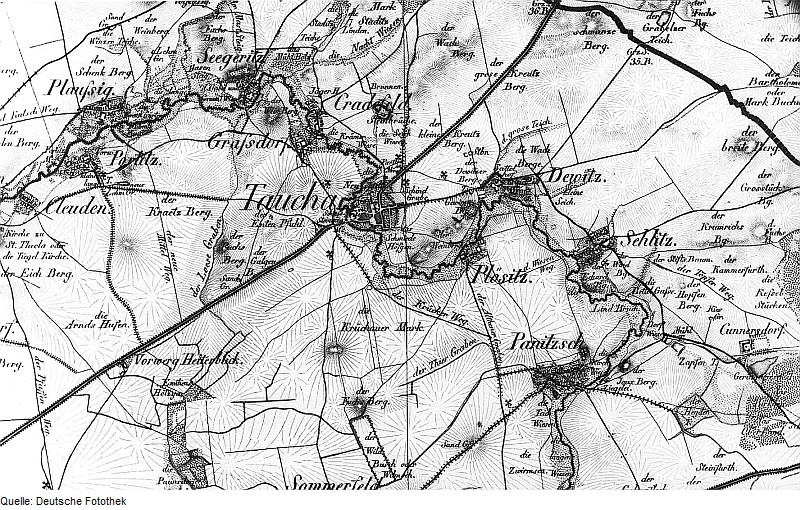
Cradefeld auf einer Karte von Hermann Oberreit (1836/39)

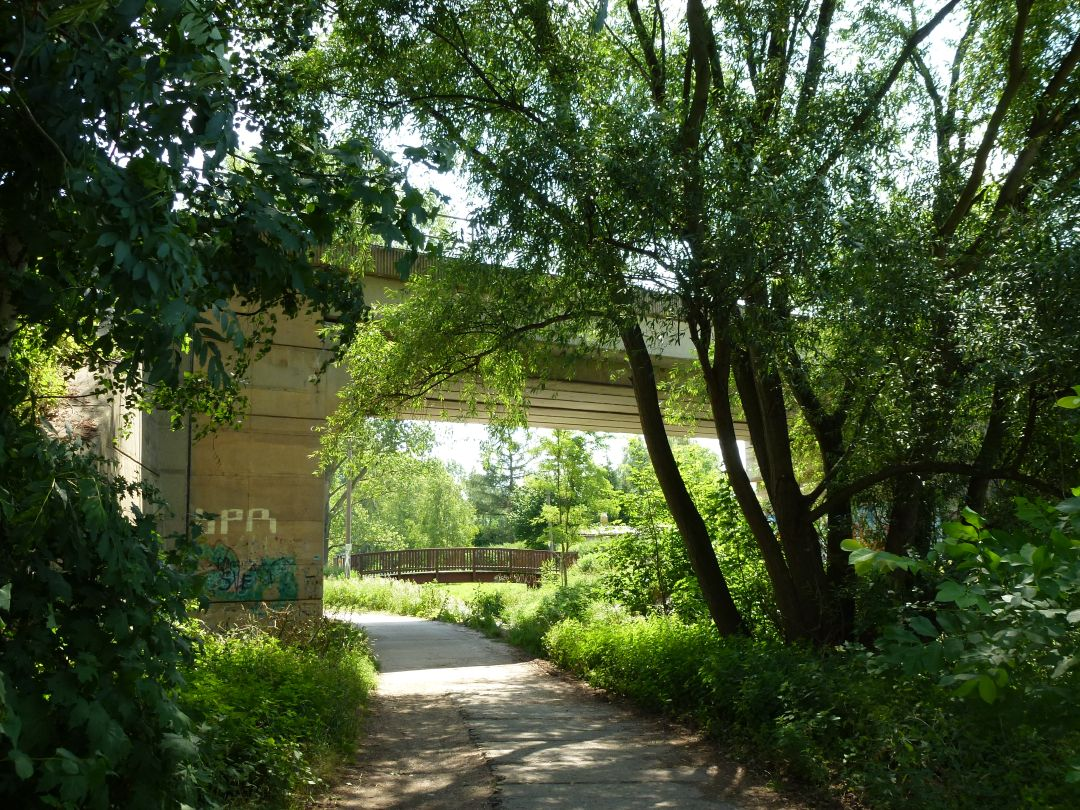
Eisenbahn- und Fußgängerbrücke über die Parthe

Die erste belegte Ortsnamenform datiert von 1350 als Krodewen. August Schumann nennt 1816 im Staats-, Post- und Zeitungslexikon von Sachsen Cradefeld betreffend u. a.: 

„[…], Dorf im Herzogthum Sachsen, im Leipziger Kreise, bisher zum Kreisamte Leipzig und dem Rathe dieser Stadt gehörig, nahe bei Taucha, auf der rechten Seite der Partha gelegen. Es hat 100 Einwohner mit 3 Magazinhufen und gehört amtssässig zum Rittergute Graßdorf.“

Cradefeld lag bis 1856 im kursächsischen bzw. königlich-sächsischen Kreisamt Leipzig. Ab 1856 gehörte der Ort zum Gerichtsamt Taucha und ab 1875 zur Amtshauptmannschaft Leipzig. Am 1. Januar 1934 wurde Cradefeld nach Taucha eingemeindet.

## Entwicklung der Einwohnerzahl
| Jahr | Einwohnerzahl                           |
| ---- | --------------------------------------- |
| 1551 | 7 besessene Mann, 2 Gärtner, 7 Inwohner |
| 1764 | 8 besessene Mann, 12 Häusler, 2 ¼ Hufen |
| 1834 | 178                                     |

| Jahr | Einwohnerzahl |
| ---- | ------------- |
| 1871 | 184           |
| 1890 | 285           |
| 1910 | 353           |

| Jahr | Einwohnerzahl |
| ---- | ------------- |
| 1925 | 369           |

## Sehenswertes
Das Gut Cradefeld wurde zum Ende des 19. Jahrhunderts errichtet. Wesentlich älter ist die barocke alte Försterei, die später als Inspektorenhaus für das Gut diente. Das Bauwerk stammt aus dem 3. Drittel des 18. Jahrhunderts. Die alte Schäferei in Cradefeld hat einen markanten Stall- und Scheunenkomplex, sie wurde zu Beginn des 19. Jahrhunderts gebaut. Ein ebenfalls in dieser Zeit errichtetes Wohnhaus in offener Bebauung diente vermutlich einem Schäfer als Wohnstätte.